# Литманович Аркадій Давидович
Аркадій Давидович Литманович (5 квітня 1929, Київ — 25 червня 2017, Москва) — радянський і російський хімік, спеціаліст із хімічних перетворень полімерів. Заслужений діяч науки РФ (1999).

## Біографія
Провів дитинство в Шостці. Під час війни був в евакуації в Красноярську і Переславлі-Залєському, де закінчив середню школу. У 1951 році закінчив хімічний факультет МДУ ім. М. В. Ломоносова за спеціальністю «Фізична хімія» і отримав розподіл на Новокуйбишевський нафтопереробний завод, де працював начальником відділу заводської лабораторії та черговим інженером цеху. У 1955 році повернувся до Москви й вступив до аспірантури Інституту нафтохімічного синтезу АН СРСР, в якому і пропрацював все життя. У 1961 році очолив полімерну групу в лабораторії кінетики, якою завідував відомий хімік проф. В. Я. Штерн. Захистив кандидатську («Деякі закономірності фракціонування сополімерів», 1963), а потім і докторську дисертацію («Дослідження ефекту сусідніх ланок в полімераналогічних перетвореннях», 1973). У 1985 році перейшов до лабораторії модифікації полімерів ІНХС РАН, створеноїакадеміком М. А. Плате. З 1993 по 2015 роки — головний науковий співробітник цієї лабораторії. Автор понад 150 наукових статей і трьох монографій [1-3]. Підготував 12 кандидатів наук, із яких троє згодом стали докторами наук. Професор (1991), заслужений діяч науки РФ (1999).
Похований на Хованському цвинтарі у Москві.

## Наукова діяльність
Роботи А. Д. Литмановича переважно присвячені пошуку закономірностей, що пов'язують умови проведення макромолекулярних реакцій з будовою та фізико-хімічними властивостями їх продуктів — статистичних кополімерів. У рамках кандидатської роботи він запропонував метод фракціонування, що дозволяє кількісно оцінити композиційну неоднорідність статистичних кополімерів [4]. Запропонував наближені методи, що з хорошою точністю описали результати експериментів із хлорування поліетилену, гідролізу різних поліметакрилатів, кватернізації полівінілпіридину та інших реакцій [1-3]. Розробив теорію міжланцюгового ефекту для полімераналогічних перетворень у концентрованих полімерних системах [6] і керував її практичною апробацією [2,3]. Сформулював загальну проблему опису макромолекулярних реакцій у неоднорідних за складом полімерних системах, де важливу роль відіграють дифузійні процеси [7]. Керував дослідженнями лужного гідролізу поліакрилонітрилу та запропонував детальний механізм цього процесу [8]. Вигадав оригінальні підходи для оцінки здатності статистичних кополімерів до впорядкування [9] та кристалізації. Висунув ідею отримання мультиблок-кополімерів за реакцією макромолекулярного крос-метатезиса [10].

## Вибрані публікації
[1] Платэ Н. А., Литманович А. Д., Ноа О. В. Макромолекулярные реакции. — М.: Химия, 1977. — 255 с.
[2] Platé N. A., Litmanovich A. D., Noah O. V. Macromolecular Reactions. Peculiarities, Theory and Experimental Approaches. — Chichester: John Wiley & Sons Ltd, 1995. — 438 p. — ISBN 0-471-94392-4
[3] Платэ Н. А., Литманович А. Д., Кудрявцев Я. В. Макромолекулярные реакции в расплавах и смесях полимеров: теория и эксперимент. — М.: Наука, 2008. — 380 с. — ISBN 978-5-02-036671-8
[4] Топчиев А. В., Литманович А. Д., Штерн В. Я. О фракционировании сополимеров. Влияние состава на фазовые соотношения. — Доклады АН СССР. — 1962. — Т. 147. — № 6. — С. 1389—1391.
[5] Ноа О. В., Тоом А. Л., Васильев Н. Б., Литманович А. Д., Платэ Н. А. Распределение звеньев в продуктах полимераналогичных реакций. — Высокомолекулярные соединения. Сер А. — 1973. — Т. 15. — № 4. — С. 877—888.
[6] Litmanovich A. D. Change of polymer reactivity in the course of macromolecular reaction. — European Polymer Journal. — 1980. — V. 16. — № 3. — P. 269—275. — DOI 10.1016/0014-3057(80)90214-1
[7] Litmanovich A. D., Platé N. A., Kudryavtsev Y. V. Reactions in polymer blends. Interchain effects and theoretical problems. — Progress in Polymer Science. — 2002. — V. 27. — № 5. — P. 915—970. — DOI 10.1016/S0079-6700(02)00003-5
[8] Litmanovich A. D., Platé N. A. Alkaline hydrolysis of polyacrylonitrile. On the reaction mechanism. — Macromolecular Chemistry and Physics. — 2000. — V. 201. —№ 16. — P. 2176—2180. — DOI 10.1002/1521-3935(20001101)201:16<2176::AID-MACP2176>3.0.CO;2-5
[9] Litmanovich A. D., Kudryavtsev Y. V., Kriksin Yu. A., Kononenko O. A. Ordering in stretched bernoullian copolymers. — Macromolecular Theory and Simulations. — 2003. — V. 12. — № 1. — P. 11-16. — DOI 10.1002/mats.200390001
[10] Gringolts M. L., Denisova Yu. I., Shandryuk G. A., Krentsel L. B., Litmanovich A. D., Finkelshtein E. Sh., Kudryavtsev Y. V. Synthesis of norbornene — cyclooctene copolymers by the cross-metathesis of polynorbornene with polyoctenamer. — RSC Advances. — 2015. V. 5. — № 1. — P. 316—319. — DOI 10.1039/C4RA12001A

## Сім'я
Дружина — Ірена Вікторівна Пацевич (1928—2019), діти — Андрій Литманович (нар. 1952) і Катерина Литманович (нар. 1962), хіміки.